# Championnat du Gabon de football 1988
Navigation
Saison précédente Saison suivante
La saison 1988 du Championnat du Gabon de football est la douzième édition du championnat de première division gabonaise, le Championnat National. Il se déroule sous la forme d’une poule unique avec douz formations, qui s’affrontent à deux reprises, à domicile et à l’extérieur. En fin de saison, le dernier du classement est relégué et remplacé par le champion de deuxième division.
C'est l'USM Libreville qui remporte le championnat cette saison, après avoir terminé en tête du classement final, avec cinq points d’avance sur l'AS OPRAG Port-Gentil et six sur l’AS Sogara. C'est le troisième titre de champion du Gabon de l'histoire du club.

## Les clubs participants
| - USM Libreville - Vantour Club Mangoungou - FC 105 Libreville - AS Sogara - AS OPRAG Port-Gentil - US Oyem - Promu de D2 | - Locomotive FC - Shellsport FC - Petrosport FC - AS Lowe - Promu de D2 - Cercle Sportif Batavéa - AS Mangasport - Promu de D2 |

## Compétition

### Classement
| Rang | Équipe                   | Pts | J  | G  | N | P  | Bp | Bc | Diff |
| ---- | ------------------------ | --- | -- | -- | - | -- | -- | -- | ---- |
| 1    | USM Libreville           | 36  | 22 | 16 | 4 | 2  | 53 | 22 | +31  |
| 2    | AS OPRAG Port-Gentil     | 31  | 22 | 13 | 5 | 4  | 48 | 25 | +23  |
| 3    | AS Sogara                | 30  | 22 | 13 | 4 | 5  | 49 | 22 | +27  |
| 4    | Petrosport FC            | 28  | 22 | 12 | 4 | 6  | 61 | 35 | +26  |
| 5    | FC 105 LibrevilleT       | 28  | 22 | 11 | 6 | 5  | 38 | 21 | +17  |
| 6    | Shellsport FC            | 24  | 22 | 10 | 4 | 8  | 31 | 29 | +2   |
| 7    | Vantour Club MangoungouC | 21  | 22 | 8  | 5 | 9  | 35 | 39 | -4   |
| 8    | US OyemP                 | 17  | 22 | 5  | 7 | 10 | 32 | 50 | -18  |
| 9    | Locomotive FC            | 16  | 22 | 5  | 6 | 11 | 29 | 44 | -15  |
| 10   | Cercle Sportif Batavéa   | 15  | 22 | 5  | 5 | 12 | 29 | 44 | -15  |
| 11   | AS MangasportP           | 11  | 22 | 5  | 1 | 16 | 34 | 66 | -32  |
| 12   | AS LoweP                 | 7   | 22 | 1  | 5 | 16 | 16 | 56 | -40  |

|  | Champion du Gabon 1988                                                 |
|  | Qualification pour la Coupe des clubs champions africains 1989         |
|  | Qualification pour la Coupe des Coupes 1989                            |
|  | Relégation directe en deuxième division                                |
|  | T : Tenant du titre C : Vainqueur de la Coupe du Gabon P : Promu de D2 |

## Bilan de la saison
| Championnat du Gabon de football 1988                             |                           |
| Champion                                                          | USM Libreville (3e titre) |
| Coupes et trophées                                                |                           |
| Vainqueur de la Coupe du Gabon 1988                               | Vantour Club Mangoungou   |
| Qualifications continentales                                      |                           |
| Coupe d'Afrique des clubs champions 1989                          | AS OPRAG Port-Gentil      |
| Coupe des Coupes 1989                                             | Vantour Club Mangoungou   |
| Promotions et relégations                                         |                           |
| Promus en Championnat National                                    | Delta FC                  |
| Relégués en Championnat du Gabon de football de deuxième division | AS Lowe                   |